# 2069
Cette page concerne l'année 2069  du calendrier grégorien.
L'année 2069 est une année commune qui commence un mardi.
C'est la 2069e année de notre ère, la 69e année du IIIe millénaire et du XXIe siècle et la 10e année de la décennie 2060-2069.

## Autres calendriers
- Calendrier berbère : 3018 / 3019
- Calendrier hébraïque : 5829 / 5830
- Calendrier indien : 1990 / 1991
- Calendrier musulman : 1489 / 1490
- Calendrier persan : 1447 / 1448

## Événements prévisibles
- 3 mai : l'astéroïde 2000 SG344 a une probabilité très faible de toucher la Terre. Il passera à environ 1 023 000 km de la Terre (0,0068375 Unités Astronomiques). Il tourne autour du Soleil tous les 353 jours, mesure 37 mètres et se déplace à 1,37 km/s[1].
- 6 mai : une éclipse lunaire sera visible entre l'Australie, l'Asie du sud-est et la côte américaine[2].
- 19 juillet : c'est l'astéroïde (6489) Golevka qui a une probabilité pratiquement nulle de percuter notre planète. Il devrait passer à 15 132 000 km de la Terre (0,10115 UA). Avec un diamètre de 530 mètres, il pourrait raser un pays plus grand que la France[3].